# Georg Amann (Theologe)
Georg Amann (* 24. April 1780 in Deggendorf; † 10. Oktober 1831 in München) war ein deutscher römisch-katholischer Theologe.

## Leben
Ab 1801 studierte er Theologie an der Universität Landshut, wo er 1805 den Dr. theol. (mit Auszeichnung) erwarb. Nach der Priesterweihe am 1. Juni 1805 in Regensburg war er von 1805 bis 1812 Hauslehrer in Herzogenaurach und in Landshut. 1826 wurde er außerordentlicher Professor für Dogmatik und Moraltheologie an der LMU München. 1827 wurde er ordentlicher Professor der Moraltheologie an der LMU München. Von 1828 bis 1829 war er Dekan der Katholisch-Theologischen Fakultät.

## Schriften
- Ob die von Christus gestiftete Kirche die realisierte Idee von der Kirche sey? Dissertation. Landshut 1805 (unveröffentlicht).
- Die Feyerlichkeiten der Frohnleichnams-Prozession. Landshut 1815.
- Fastenandachten, wie sie in der Stadtpfarrei zum heil. Jodok gehalten werden. Landshut 1818.
- Die Erziehung der Kinder für Gott in der Predigt am ersten Sonntage nach der Erscheinung des Herrn dargestellt und der Pfarrgemeinde von St. Jodok als Neujahrsgeschenk gewidmet. Landshut 1847.